# 아폰소 베아토
아폰수 베아투(Affonso Beato, ASC, ABC). 1941년 7월 13일 생으로 브라질 리우데자네이루에서 태어난 국제적으로 매우 성공적인 커리어를 누려온 브라질이 배출한 최고의 촬영감독이다. 미국과 브라질 촬영감독협회와 미국 아카데미의 회원이다.
대학에서 미술을 전공한 그의 뛰어난 미학적 감각은 그가 졸업 후 촬영감독이 되었을 때 빛을 발하였고 그가 촬영한 첫 장편 Antonio das Mortes (1969)가 칸에 초청되어 황금카메라 상을 받는다. 이 영화의 뛰어난 비주얼로 세계에 이름이 알려지게 된 아폰소는 뉴욕으로 자리를 옮겨 촬영감독으로써 미국에 첫 발을 내딛게 되었고, 리차드 기어와 함께 장 뤽 고다르의 <네 멋대로 해라> 미국버전을 찍은, 마틴 스콜세지와 뉴욕대 동기이자, 로저 코만의 어시스턴트였던 짐 맥브라이드와 룸메이트로 친분을 쌓게 되고 오랜 기간 감독과 촬영감독으로 함께 하게 된다. 훗날 스페인의 명감독 페드로 알모도바르의 요청으로 그와의 협업이 시작되고, 1999년 아카데미 외국어 영화상 수상작이 된 <내 어머니의 모든 것>까지 촬영하게 된다. 그의 대표작으로는 알모도바르의 <내 어머니의 모든 것>, <라이브 플레시>, <플라워 오브 마이 시크릿>을 비롯해 많은 찬사를 받은 <고스트 월드>, <더 퀸>, <다크 워터>, <그래이트 볼 오브 파이어> 등이 있다. 현재는 캘리포니아 베니스에 거주하며, 오스카 시상식을 주관하는 미국 아카데미(American Academy of Arts and Sciences)와 미국 촬영감독 협회(American Society of Cinematographers), 브라질 촬영감독 협회(Brazilian Cinematography Association)의 일원으로 다양한 활동에 참여하고 있고, 캘리포니아 파사데나에 위치한 세계적인 예술학교 아트센터 칼리지 오브 디자인 영화과에서 70중반의 나이에도 불구하고 대학/대학원생들을 대상으로 열정적인 촬영수업을 하고 있다. 2018년 Variety 잡지가 선정한 미국내 탑 영화학교들에서 가르치고 있는 faculty들중에 최고의 faculty로 선정되기도 했다. 산타모니카 비행협회 회원으로 매 주말 경비행기 조종을 즐기는 에비에이터이기도 하다.

## 참여 작품
- 열정의 록큰롤!
- 비밀의 꽃
- 라이브 플래쉬
- 내 어머니의 모든 것
- 프라이스 오브 글로리
- 판타스틱 소녀백서
- 닷 더 아이
- 뷰 프롬 더 탑
- 파이팅 템테이션스
- 다크 워터
- 더 퀸
- 콜레라 시대의 사랑 (영화)
- 나이트 인 로댄스